# Lightning (TERRASPEXの曲)
「Lightning」（ライトニング）はTERRASPEXの楽曲である。シングルは、2014年11月12日にワーナー・ブラザース・ホームエンターテイメントから発売された。

## 概要
表題曲「Lightning」はテレビアニメ『テラフォーマーズ』のエンディングテーマに使用された。
CDジャーナルは、「力強いヴォーカルとドラム、サウンドをがっちり支えるギターとベース、ピアノの速弾きには思わず耳を奪われる。完成度の高さに驚かされた。」と評価している。

## 収録曲
1. Lightning
2. Lightning (TV-size)
3. Lightning (Instrumental)

## 参加アーティスト
- 松山晃太 - ボーカル
- 神田ジョン - ギター
- 堀江晶太 - 作詞・作曲・編曲・ベース
- みっちゃん - ドラム
- 菊池亮太 - ピアノ